# 1197
| Calendário gregoriano                                                        | 1197 MCXCVII                                         |
| Ab urbe condita                                                              | 1950                                                 |
| Calendário arménio                                                           | 646 – 647                                            |
| Calendário bahá'í                                                            | -647 – -646                                          |
| Calendário budista                                                           | 1741                                                 |
| Calendário chinês                                                            | 3893 – 3894 Início a 21 de janeiro (aproximadamente) |
| Calendário copta                                                             | 913 – 914                                            |
| Calendário etíope                                                            | 1189 – 1190                                          |
| Calendários hindus - Vikram Samvat - Calendário nacional indiano - Cáli Iuga | 1252 – 1253 1118 – 1119 4297 – 4298                  |
| Calendário Holoceno                                                          | 11197                                                |
| Calendário islâmico                                                          | 593 – 594                                            |
| Calendário judaico                                                           | 4957 – 4958                                          |
| Calendário persa                                                             | 575 – 576                                            |
| Calendário rúnico                                                            | 1447                                                 |
| Calendário solar tailandês                                                   | 1740                                                 |

1197 (MCXCVII, na numeração romana) foi um ano comum do século XII do Calendário Juliano, da Era de Cristo, e a sua letra dominical foi E (52 semanas), teve início a uma quarta-feira, terminou também a uma quarta-feira.
No reino de Portugal estava em vigor a Era de César que já contava 1235 anos.
| Ano completo                        |
| ----------------------------------- |
| Ano comum com início à quarta-feira |

## Eventos
- Sancho I conquista as praças de Tui e Pontevedra.
- 10 de Abril - O papa Celestino II envia a Sancho I de Portugal a bula "Cum Autores et Factores" na qual concede ao monarca português e às suas hostes as mesmas indulgências outorgadas pela Santa Sé aos que combatiam os infiéis.

## Nascimentos
- 22 de Outubro - Juntoku, 84º imperador do Japão.
- Archambaud VIII de Bourbon, senhor de Bourbon e condestável de França, m. 1242.
- Amadeu IV de Saboia, foi conde de Saboia, m. 1253.

## Mortes
- 13 de Novembro, Sidi Boumediene, santo patrono de Tremecém.
- Henrique I de Faucigny — Barão de Faucigny e conde de Genebra (n. 1155).
- Henrique VI da Germânia, Imperador do Sacro Império Romano-Germânico (n. 1165).
- Margarido de Brindisi, almirante e corsário do Reino da Sicília, fundador do Condado palatino de Cefalônia e Zacinto (n. 1149).